# 3694 Sharon
3694 Sharon este un asteroid din centura principală, descoperit pe 27 septembrie 1984 de Arie Grossman.